# 成少甫
成少甫（1917年—1979年），中国人民解放军将领、中国人民解放军开国少将。
曾任中国人民解放军第66军副军长。1955年，授予中国人民解放军少将。